# Eunicea humilis
Eunicea humilis is een zachte koraalsoort uit de familie Plexauridae. De koraalsoort komt uit het geslacht Eunicea. Eunicea humilis werd in 1857 voor het eerst wetenschappelijk beschreven door Milne Edwards. 